# Krobokan (Juwangi)
Krobokan is een bestuurslaag in het regentschap Boyolali van de provincie Midden-Java, Indonesië. Krobokan telt 2735 inwoners (volkstelling 2010).